# 有効ポテンシャル
有効ポテンシャル（英語: effective potential）または有効ポテンシャル・エネルギー（有効位置エネルギー、effective potential energy）は、（相反する可能性のある）複数の効果を単一のポテンシャルにまとめたものである。基本的には、力学系の位置エネルギーと遠心力による位置エネルギーとの和である。
惑星軌道の古典論的・ニュートン的決定や半古典的な原子計算に用いられ、複雑な系の問題をより低次にできる場合がある。

## 定義

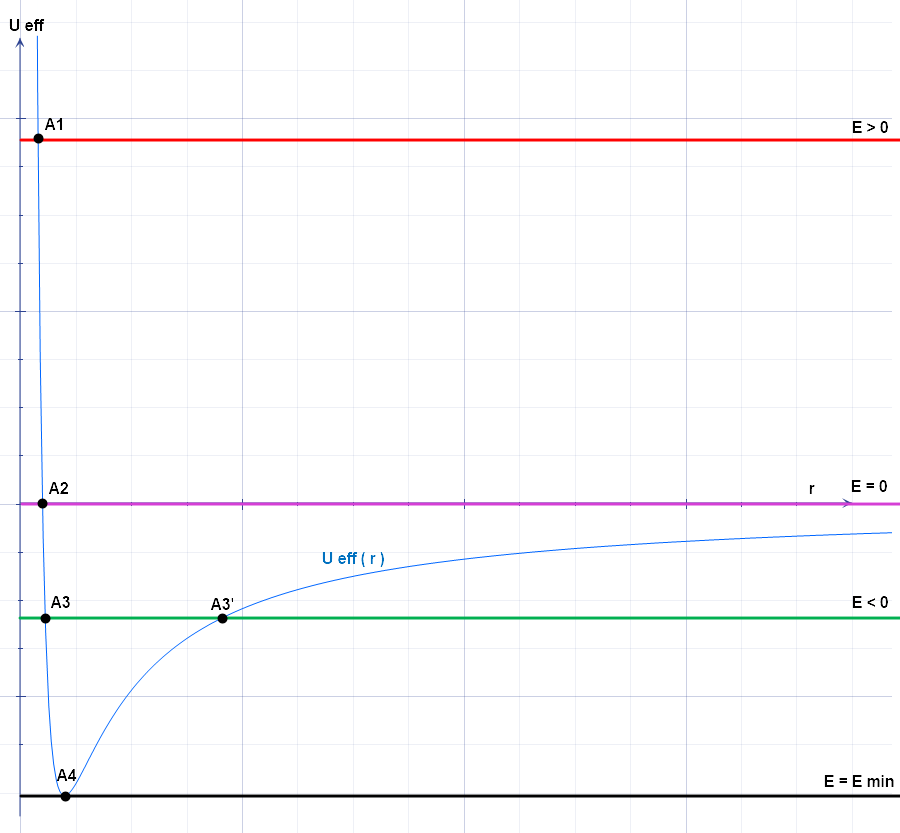
有効ポテンシャルのグラフ。E > 0:：双曲線軌道 (周辺中心として A_{1})、E = 0:：放物線軌道 (周辺中心として A_{2})、E < 0：楕円軌道 (周辺中心として A_{3}、中心として A_{3}')、E = E_{min} ：円軌道 (半径としてA_{4)。}点A_{1}, ..., A_{4}はturning pointと呼ばれる。

ポテンシャル {\displaystyle U_{\text{eff}}} の基本形は以下の様に定義される。{\displaystyle U_{\text{eff}}(\mathbf {r} )={\frac {L^{2}}{2\mu r^{2}}}+U(\mathbf {r} ),}ここで、
- L は、角運動量
- r は、二質量間の距離
- μ は、二物体の換算質量（一方の質量が他方の質量よりはるかに大きい場合、周回する天体の質量にほぼ等しくなる）
- U(r) は、ポテンシャルの一般形

である。よって、有効力（effective force）は、有効ポテンシャルの負の勾配である。{\displaystyle {\begin{aligned}\mathbf {F} _{\text{eff}}&=-\nabla U_{\text{eff}}(\mathbf {r} )\\&={\frac {L^{2}}{\mu r^{3}}}{\hat {\mathbf {r} }}-\nabla U(\mathbf {r} )\end{aligned}}}ここで {\displaystyle {\hat {\mathbf {r} }}} は半径方向の単位ベクトルを表す。

## 重要な性質
有効ポテンシャルには有用な機能が多くある。たとえば、{\displaystyle U_{\text{eff}}\leq E.}である。円軌道の半径を求めるには、実効ポテンシャルを {\displaystyle r} に対して最小化する、あるいは正味の力をゼロにして、{\displaystyle r_{0}} を解くだけでよい。{\displaystyle {\frac {dU_{\text{eff}}}{dr}}=0}{\displaystyle r_{0}}を解いた後、これを{\displaystyle U_{\text{eff}}}に差し戻すと、有効ポテンシャルの最大値{\displaystyle U_{\text{eff}}^{\text{max}}}が求まる。円軌道は安定か不安定かのどちらかである。不安定な場合は、小さな摂動で軌道が不安定になるが、安定な軌道は平衡に戻る。円軌道の安定性を判断するには、有効ポテンシャルの凹みを判断する。凹みが正であれば、その軌道は安定である。{\displaystyle {\frac {d^{2}U_{\text{eff}}}{dr^{2}}}>0}小さな振動の周波数は、基本的なハミルトン解析を用いると、{\displaystyle \omega ={\sqrt {\frac {U_{\text{eff}}''}{m}}},}ここで、二重プライムは有効ポテンシャルの二階微分を表し、その値は {\displaystyle r} に関する有効ポテンシャルの二階微分を表し、最小値で評価される。

## 重力ポテンシャル

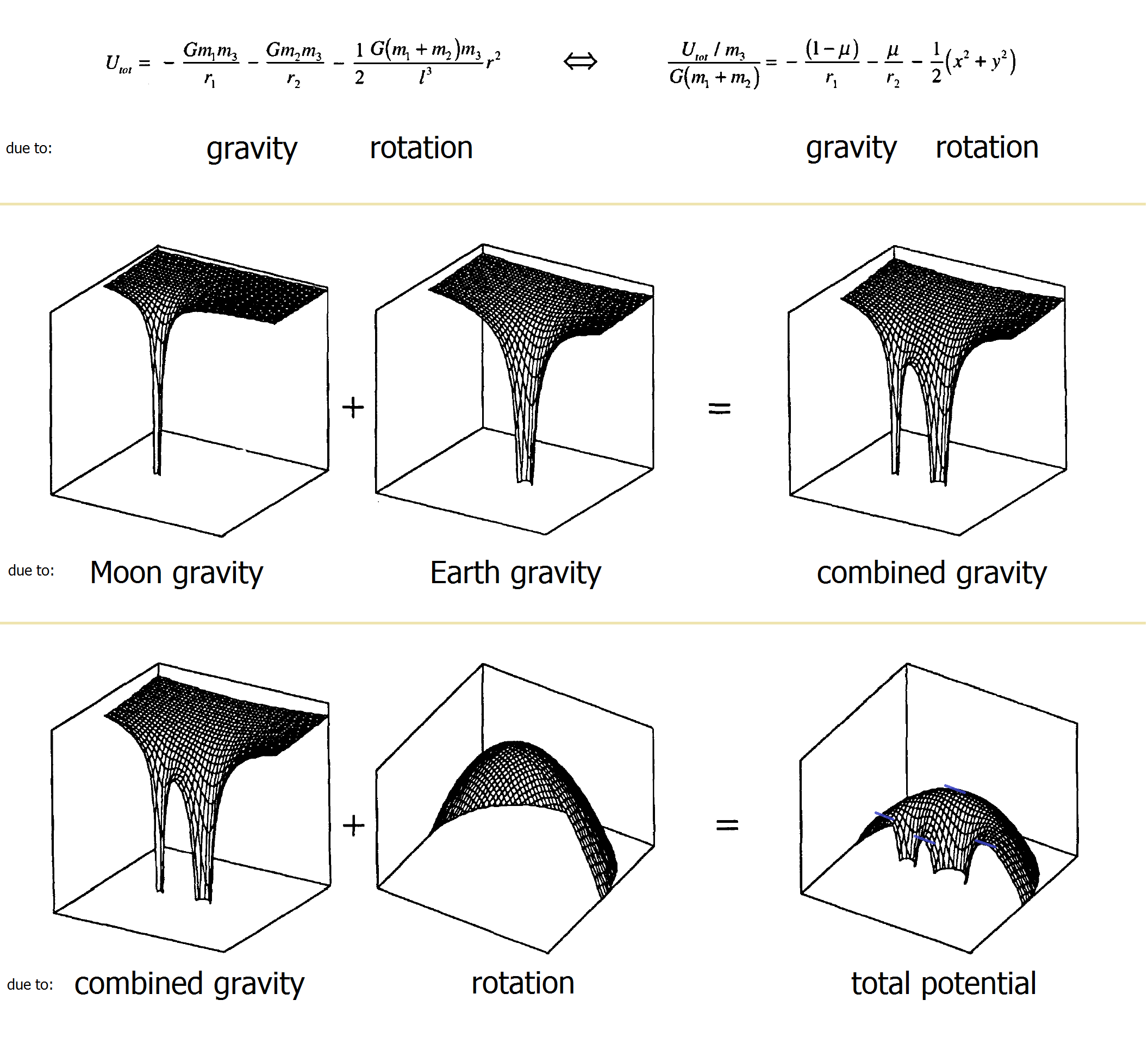
回転する2つの天体の有効ポテンシャルの成分：（上）重力ポテンシャルの合成、（下）重力と回転の合成ポテンシャル

質量mの粒子が質量Mのもっと重い物体の周りを回っていると考える。古典力学、非相対論的ニュートン力学を仮定する。エネルギーと角運動量の保存は、2つの定数 E と L を与え、その値は、

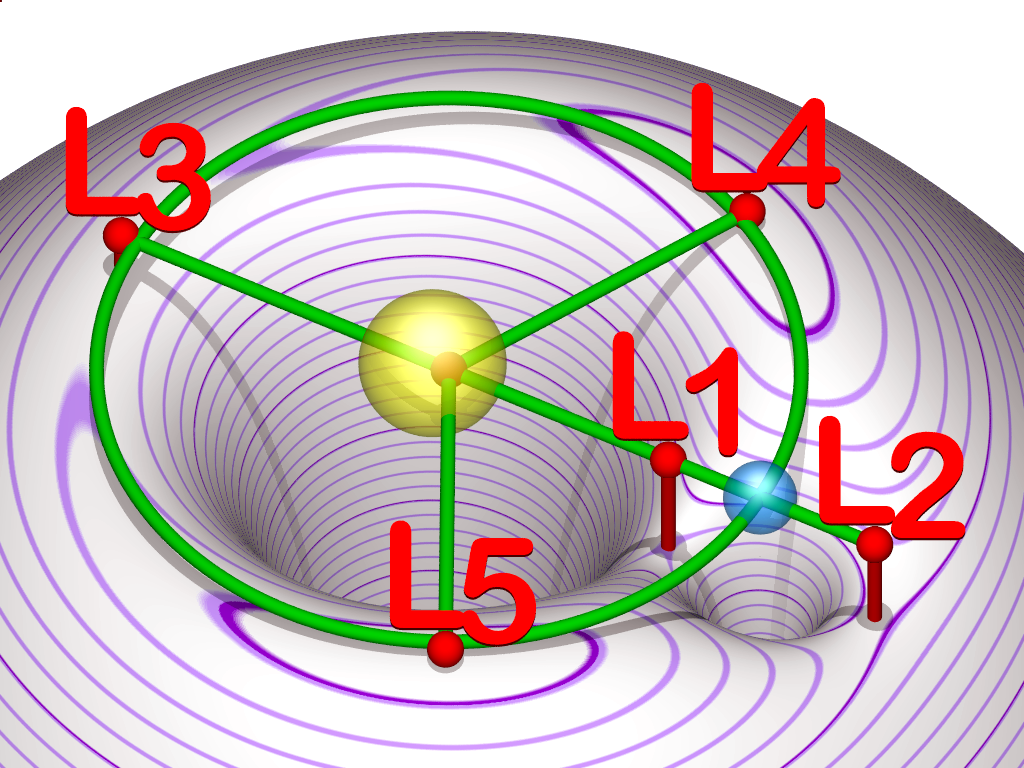
Visualisation of the effective potential in a plane containing the orbit (grey rubber-sheet model with purple contours of equal potential), the Lagrangian points (red) and a planet (blue) orbiting a star (yellow)

{\displaystyle E={\frac {1}{2}}m\left({\dot {r}}^{2}+r^{2}{\dot {\phi }}^{2}\right)-{\frac {GmM}{r}},} {\displaystyle L=mr^{2}{\dot {\phi }}}であり、大きい方の物体の質量の運動が無視できる場合である。ここで、
- {\displaystyle {\dot {r}}} は、r の時間微分、
- {\displaystyle {\dot {\phi }}} は、m の角速度、
- G は重力定数、
- E は全エネルギー、
- L は角運動量

である。この運動は平面上で起こるので、必要な変数は2つだけである。2番目の式を1番目の式に代入し、並べ替えると次のようになる。{\displaystyle m{\dot {r}}^{2}=2E-{\frac {L^{2}}{mr^{2}}}+{\frac {2GmM}{r}}=2E-{\frac {1}{r^{2}}}\left({\frac {L^{2}}{m}}-2GmMr\right),}{\displaystyle {\frac {1}{2}}m{\dot {r}}^{2}=E-U_{\text{eff}}(r),}ここで、{\displaystyle U_{\text{eff}}(r)={\frac {L^{2}}{2mr^{2}}}-{\frac {GmM}{r}}}が有効ポテンシャルである。元の2変数問題は、1変数問題に還元された。例えば、有効ポテンシャルを用いたエネルギー線図から、転回点、安定・不安定平衡の位置などを求めることができます。同様の方法は、例えば一般相対論的なシュワルツシルト計量における軌道の決定など、他の用途でも使われることがある。
有効ポテンシャルは、Gauss-core potential (Likos 2002, Baeurle 2004) や Screened Coulomb potential (Likos 2001) など、様々な物性分野で広く用いられている。